# Gare Constitución
Pour les articles homonymes, voir Constitución.
Gare Constitución (en espagnol Estación Constitución), est une très grande gare de chemins de fer située dans le quartier de Constitución, au centre de Buenos Aires, en Argentine. Le nom officiel complet de la gare est Estación Plaza Constitución (en français Gare de la Place Constitution).

## Situation
La gare est située face à la Plaza Constitución, du côté sud de celle-ci, à deux kilomètres de l'Obélisque de Buenos Aires.

## Historique

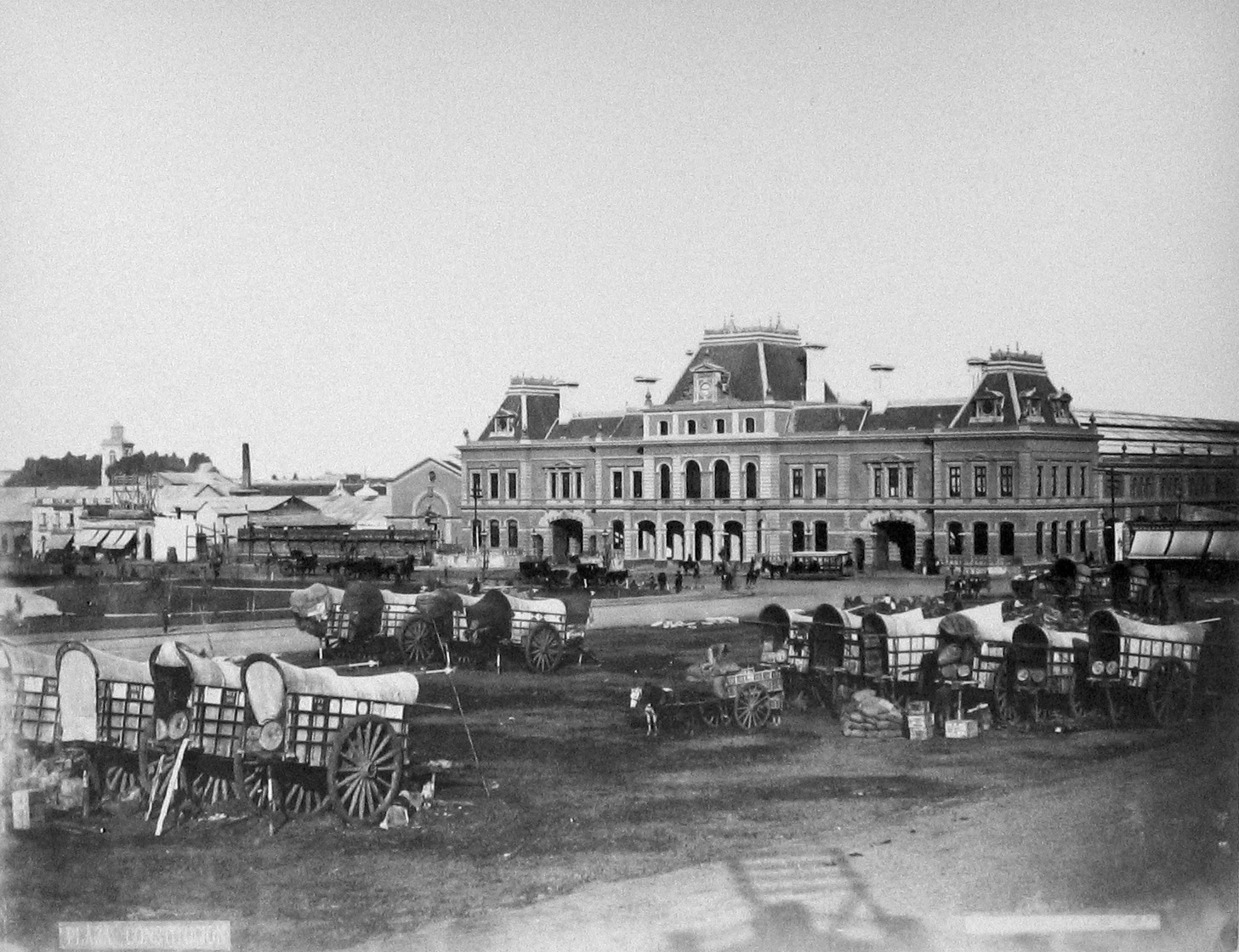
Place et gare Constitución (avant 1921)

## Description
La gare abrite tous les services de l'ancien réseau du chemin de fer General Roca (société qui gérait toutes les voies à destination des régions d'Argentine situées au sud de Buenos Aires, et notamment les voies vers la Patagonie argentine, comme le train de La Plata, de Glew, d'Ezeiza ou de Cañuelas).
L'ancien réseau du chemin de fer General Roca avait son terminus à Constitución. Actuellement la gare est desservie par deux importantes sociétés : 
- la société de transports régionaux Metropolitano dessert la banlieue sud de Buenos Aires, ainsi que la ville toute proche de La Plata, ce qui constitue la Ligne Roca de transport de passagers de banlieue ;
- la société publique Ferrobaires opère sur des destinations passagers longue-distance au travers de l'essentiel de la province de Buenos Aires.

Le Marplatense, train qui fait le parcours Buenos Aires-Mar del Plata, exploité par la société Ferrobaires, démarre à la gare de la Constitution : les destinations principales sont Mar del Plata, Miramar, et Bahía Blanca avec des correspondances plus loin au sud, vers Carmen de Patagones.
Le hall massif de la gare, construit en son temps par les Britanniques, est un des plus grands du monde.

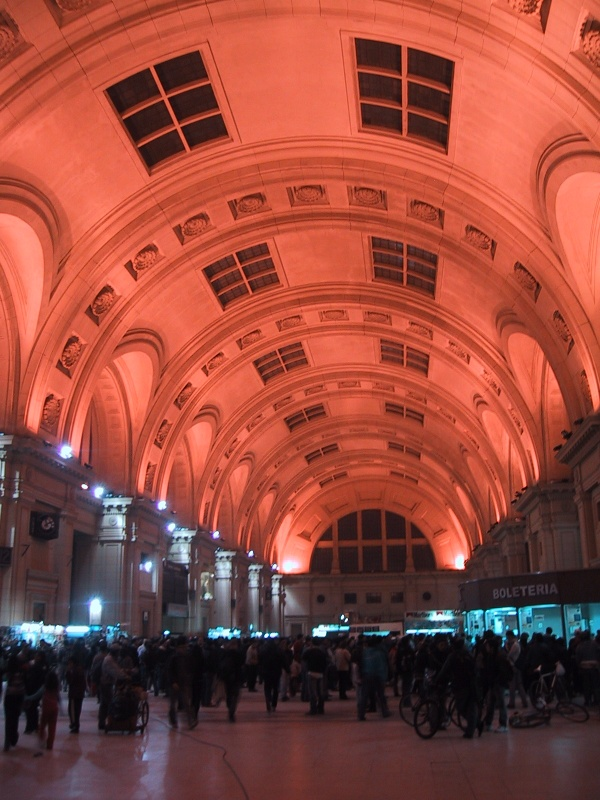
Hall, en 2005.
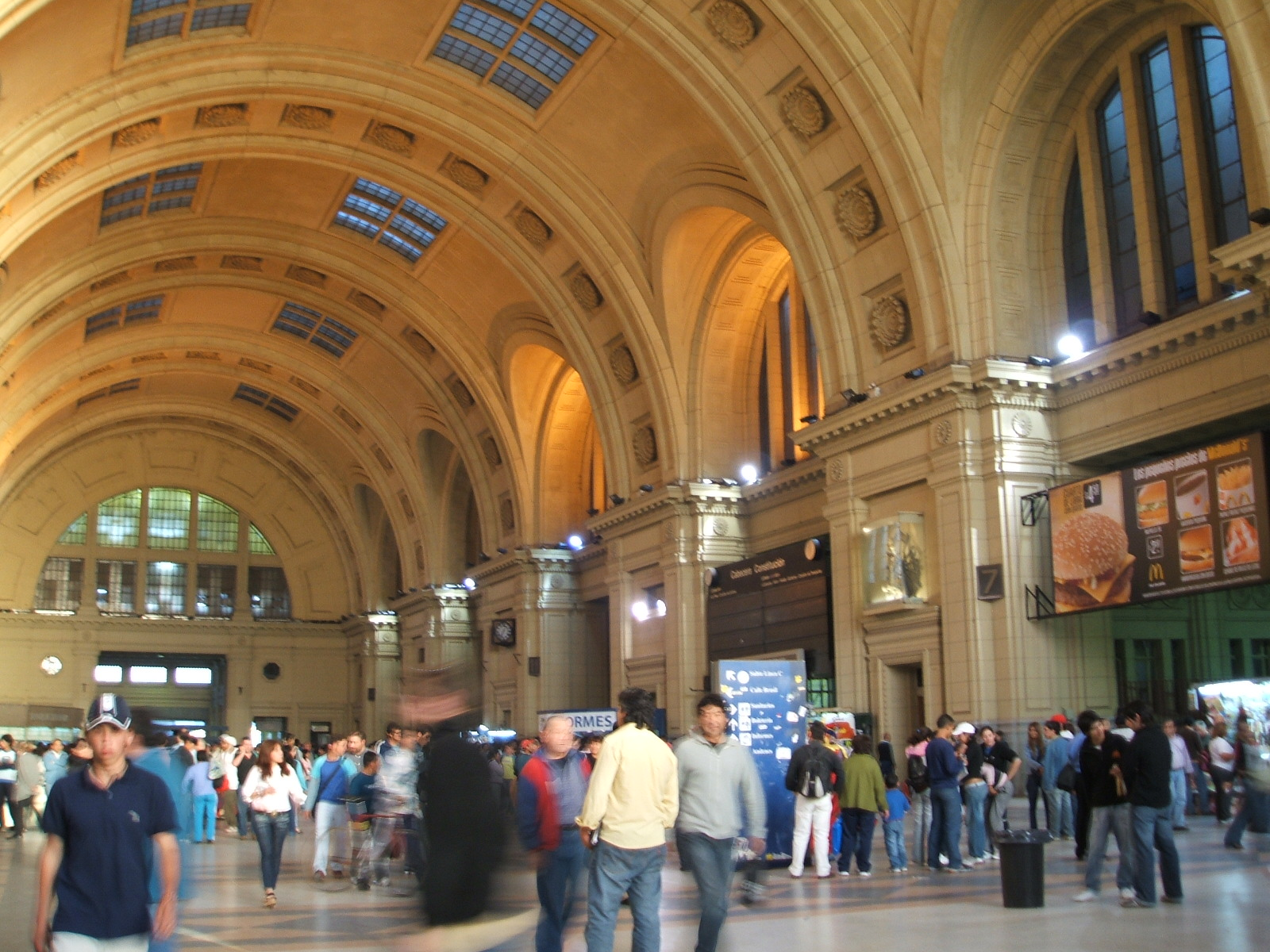
Hall, en 2006.
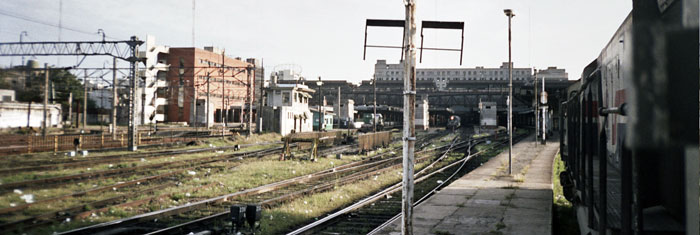
Voies en 2007.
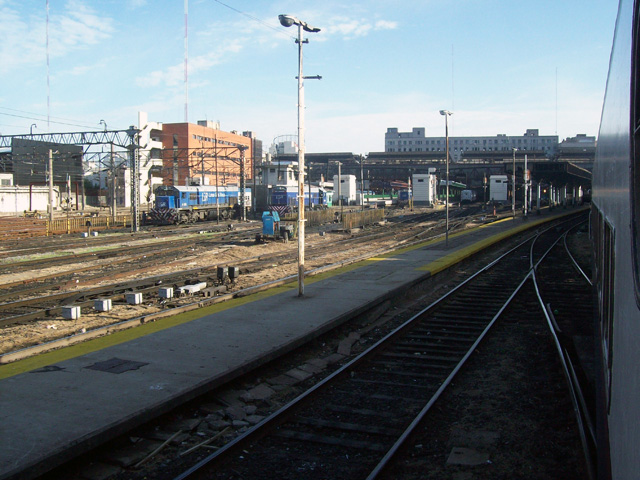
Voies en 2009.

## Intermodalité
La gare de Constitución est accessible par la ligne C du métro ou subte de la ville (station "Constitución", terminus de la ligne). Il y a aussi des lignes de bus publics (y compris la ligne appelée colectivo 60). Signalons aussi de nombreux services de bus longue distance.